# 飯島泰蔵
飯島 泰蔵（いいじま たいぞう、1925年9月24日 -  2023年11月14日）は、日本の情報工学者。東京工業大学名誉教授。東京工科大学名誉教授。元北陸先端科学技術大学院大学副学長。瑞宝中綬章受章。

## 人物・経歴
大阪府三島郡千里村（現吹田市千里山）生まれ。千里第二尋常小学校（現吹田市立千里第二小学校）、大阪市立扇町商業学校（現大阪市立扇町総合高等学校）を経て、1942年浜松高等工業学校（現静岡大学工学部）首席入学。太平洋戦争中で沼津海軍工廠、東京芝浦電気柳町工場、海軍省海軍技術研究所島田実験所に動員されたのち、1945年東京工業大学電気工学科に進学。
1948年東京工業大学電気工学科及び応用数学科卒業、逓信省電気試験所入所、田無分室材料部物理課数学研究室配属。1954年電子部に異動。1957年工学博士。積分方程式理論を使い円形導波管からの電波放射問題への厳密解を得ることに世界で初めて成功。また日本初の文字認識装置の開発から始め、視覚パターン認識に関する統一的な基礎理論体系の確立を行った。1969年からは通商産業省工業技術院電子技術総合研究所飯島特別研究室長を務め、1971年には光学文字認識ASPET/71を開発。
1972年東京工業大学工学部教授。1986年東京工業大学名誉教授、東京工科大学教授。1988年視聴覚情報研究会会長。慶伊富長から誘いを受け北陸先端科学技術大学院大学創設準備委員会に参画し、1991年から北陸先端科学技術大学院大学情報科学センター長・教授、東京工科大学名誉教授。1992年北陸先端科学技術大学院大学副学長。1997年北陸先端科学技術大学院大学名誉教授、創研代表取締役。指導学生に小川英光、赤木正人など。
2023年11月14日、死去。98歳没。死没日付をもって正四位に叙された。

## 受賞
- 電気学会進歩賞 1963年[2]
- 電子通信学会業績賞 1977年[11]
- 紫綬褒章受章 1989年[3]
- 電子情報通信学会功績賞 1989年[11]
- 電子情報通信学会名誉員 1991年[2]
- 大川出版賞受賞 1999年度[12]
- 大川賞 2002年[11]
- 瑞宝中綬章（教育研究功労） 2005年[11][6]

## 著書
- 『電気数学 1,2,3』オーム社 1961年
- 『級数の理論と応用』電気書院 1963年
- 『応用電気数学』岩波書店 1969年
- 『パターン認識』日刊工業新聞社 1969年
- 『講座 情報社会科学 : 社会組織のシステム再編成Ⅰ』学習研究社 1976年
- 『電気電子工学大系 43』コロナ社 1979年
- 『電磁界の近代解析法』電気通信学会 1979年
- 『理論電磁気学』朝倉書店 1987年
- 『情報解析学』朝倉書店 1988年
- 『パターン認識理論』森北出版 1989年
- 『視覚情報の基礎理論 : パターン認識問題の源流』コロナ社 1999年
- 『自然観測法の理論 : 瞬時性に着目した新しい波形解析法』森北出版 2000年
- 『ディジタル自然観測法 : 時系列解析のための新しい理論』森北出版 2001年